# Лолланн
Ло́лланн (дан. Lolland) — острів у Балтійському морі. Належить до регіону Зеландія у Данії. Населення острова площею 1243 км² становить 66655 осіб. Знаходиться на південь від острова Зеландія та на захід від острова Фальстер.

## Найбільші міста
- Марібо (дан. Maribo)
- Наксков (дан. Nakskov)
- Редбі (дан. Rødby)

## Транспорт
Через острів проходить Європейський маршрут E47, а також залізничне сполучшення Копенгаген—Гамбург. У порту міста Редбі існує автомобільно-залізнична поромна переправа до Німеччини у порт Путтгарден на острові Фемарн. У майбутньому, острів Лолланн з островом Фемарн буде пов'язувати Фемарнбельтський міст, будівництво якого планується розпочати у 2013 році та закінчити у 2018 році.